# Afrixalus spinifrons
Afrixalus spinifrons е вид земноводно от семейство Hyperoliidae. Видът е почти застрашен от изчезване.

## Разпространение
Разпространен е в Южна Африка (Квазулу-Натал).